# Hochschule für nachhaltige Entwicklung Eberswalde
Die Hochschule für nachhaltige Entwicklung Eberswalde (Abkürzung: HNE Eberswalde bzw. HNEE) wurde 1830 zunächst als Höhere Forstlehranstalt in Eberswalde (Brandenburg) gegründet und besteht in der jetzigen Form seit 1992. Der Präsident der HNEE war von Dezember 1998 bis Februar 2021 Wilhelm-Günther Vahrson. Seit September 2021 ist Matthias Barth Präsident der Hochschule.
Das Angebot an Studiengängen und -inhalten ist seit der Wiedergründung als Fachhochschule Eberswalde 1992 konsequent auf nachhaltige Entwicklung, Umwelt und Naturschutz ausgerichtet, womit sie bezüglich eines „grünen“ Lehrprofils in Deutschland führend ist. 2010 wurde die Fachhochschule Eberswalde in Hochschule für nachhaltige Entwicklung Eberswalde (FH) umbenannt. Am 1. März 2015 entfiel das Kürzel (FH) im Namen der Hochschule.

## Geschichte

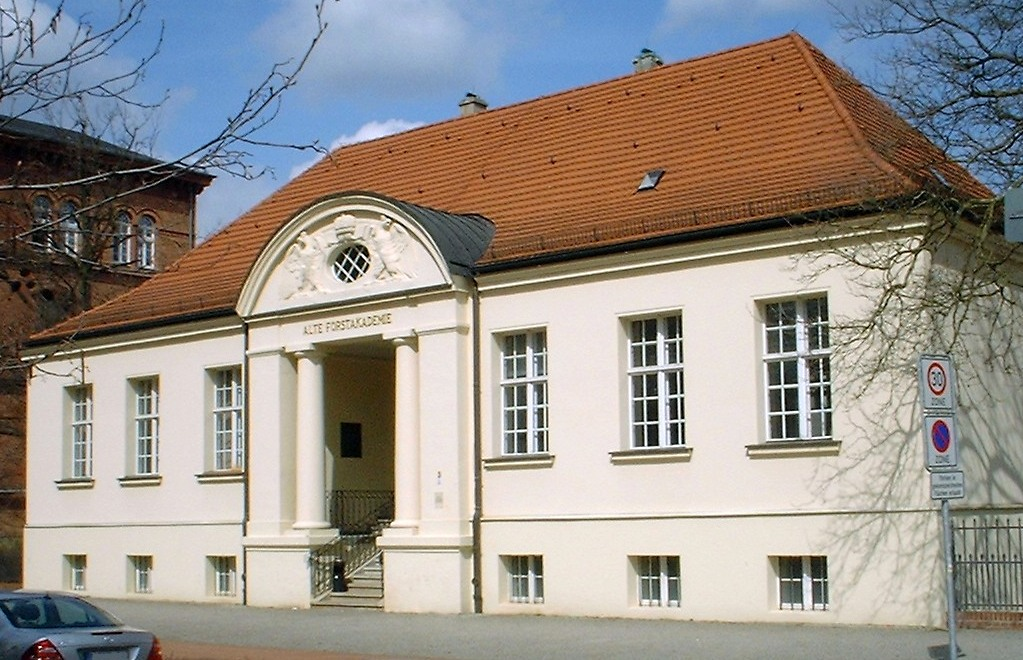
1793 errichtetes Gebäude der Alten Forstakademie an der Schicklerstraße

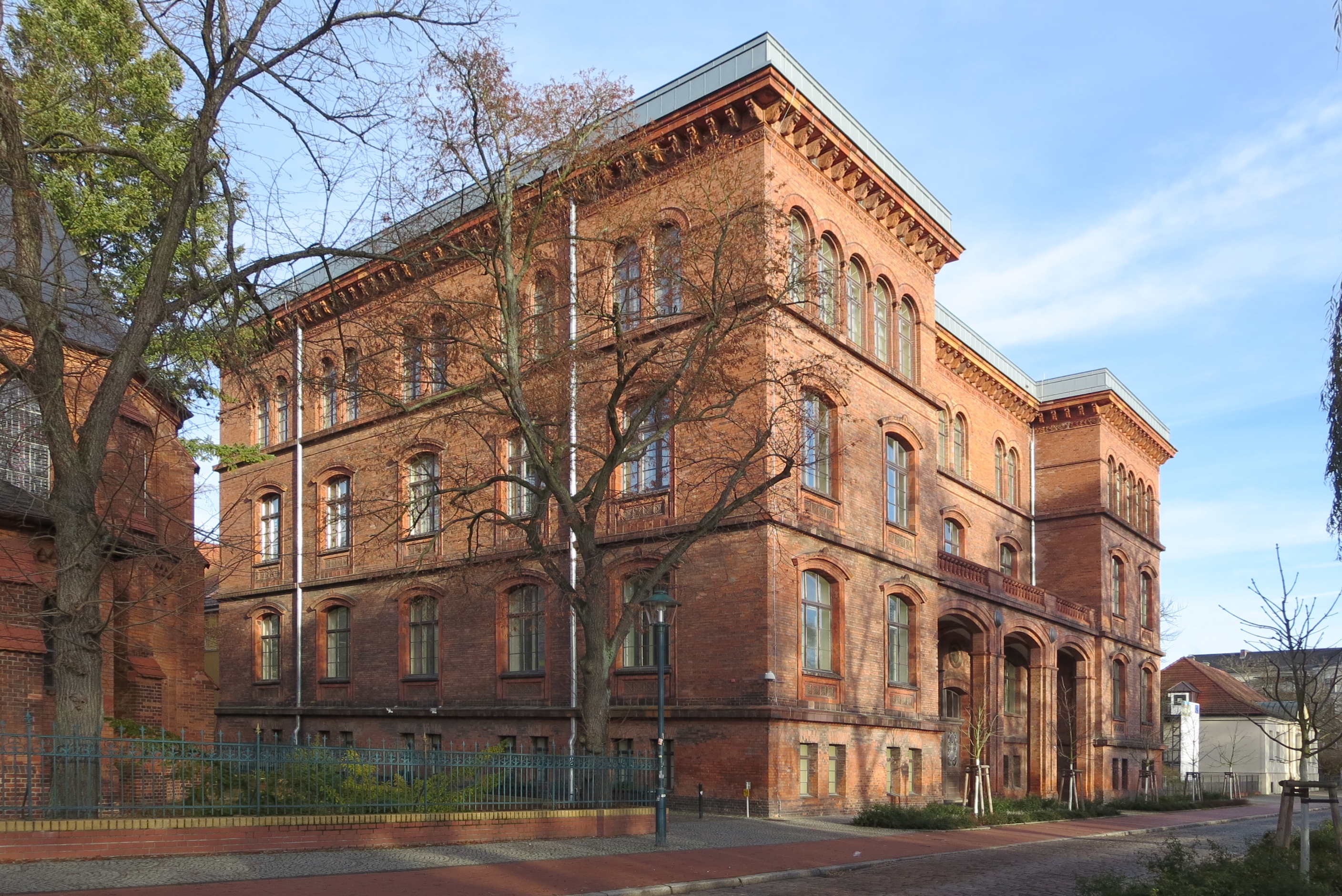
1874–1876 errichtete Neue Forstakademie

Die forstliche Lehre in Eberswalde hat eine wechselvolle Entwicklung hinter sich. Sie entstand aus den forstlichen Vorlesungen an der Friedrich-Wilhelms-Universität Berlin. Auf Betreiben von Georg Ludwig Hartig wurde 1821 an der Berliner Universität eine Forstakademie gegründet. Zu ihrem ersten Leiter wurde Wilhelm Pfeil (1783–1859) ernannt. Aufgabe der Forstakademie sollte es sein, „die forsttechnische, wissenschaftlich begründete Ausbildung für den Forstverwaltungsdienst“ in Preußen sicherzustellen. 1830 wurde die Akademie als Höhere Forstlehranstalt unter Leitung Pfeils nach Neustadt-Eberswalde verlegt. Als Lehrgebäude kaufte der Staat das 1793 für den Bankier und Besitzer der Stahl- und Eisenwarenfabrik David Schickler errichtete massive zweigeschossige Wohnhaus. Das Gebäude wurde 1913 um eine Etage reduziert. Im Haupteingang des heute eingeschossigen Putzbaus mit Walmdach ist zur Erinnerung ein Medaillon mit dem Bildnis Pfeils eingelassen.
Am 1. Mai 1830 begannen die Vorlesungen, zunächst mit den drei Professoren Pfeil, Friedrich Wilhelm Schneider und Julius Theodor Christian Ratzeburg. Aus Berlin kamen 25 Studenten mit nach Eberswalde, wo dann noch weitere 15 immatrikuliert wurden. Nicht alle Studenten waren nach Eberswalde umgezogen, die Lehrkräfte Georg Ludwig und Theodor Hartig hielten noch bis 1838 forstliche Vorlesungen an der Berliner Universität.
1868 wurde die Forstlehranstalt Eberswalde in Königl. Forstakademie Eberswalde umbenannt. 1874 bis 1876 wurde in der Schicklerstraße 5 ein neues Verwaltungs- und Hörsaalgebäude im Stil der Neorenaissance errichtet (Neue Forstakademie). Aus Anlass des 75-jährigen Jubiläums der Königlichen Forstakademie im Jahr 1905 fanden im August mehrtägige Festveranstaltungen statt und ein Denkmal für den Landforstmeister Bernhard Danckelmann wurde feierlich enthüllt.
1921 folgte die Umwandlung in eine Forstliche Hochschule mit Rektoratverfassung, Promotions- und Berufungsrecht. Erster Promovent wurde Johann Albrecht von Monroy, der im Juni 1924 zum Doktor der Forstwissenschaften promoviert wurde. Nach dem Zweiten Weltkrieg gab es unter dem damals tätigen Gründungsdekan Johannes Schubert – ihm zu Ehren wurde 1995 die Johannes-Schubert-Stiftung gegründet – 1946 einen Neubeginn als Forstwirtschaftliche Fakultät der Humboldt-Universität zu Berlin in Eberswalde. Die Fakultät wurde jedoch 1963 aus politischen Gründen geschlossen. In Eberswalde verblieb lediglich das Institut für Forstwissenschaften. Die forstliche Hochschulausbildung in der DDR fand von da an nur noch an der Fakultät Forstwissenschaften der Technischen Universität Dresden in Tharandt statt. Robert Albert lehrte noch bis 1950 in Eberswalde.
Erst 1992 begann in Eberswalde wieder der Unterricht, als im Zuge der Wiedervereinigung die Fachhochschule Eberswalde neu begründet wurde. Hierbei entstanden der Waldcampus in der Alfred-Möller-Straße, welcher die Fachbereiche Wald und Umwelt (bis 2007 Forstwirtschaft) sowie Holzingenieurwesen (bis 2015 Holztechnik) beheimatet, und der Stadtcampus in der Friedrich-Ebert-Straße/Schicklerstraße, wo die Fachbereiche Landschaftsnutzung und Naturschutz sowie Nachhaltige Wirtschaft (bis 2011 Wirtschaft) untergebracht sind. Am 26. März 2010 wurde die Fachhochschule umbenannt und erhielt den Namen Hochschule für nachhaltige Entwicklung Eberswalde (FH). Seit dem 1. März 2015 verzichtet die Hochschule auf das Kürzel (FH).

## Standorte

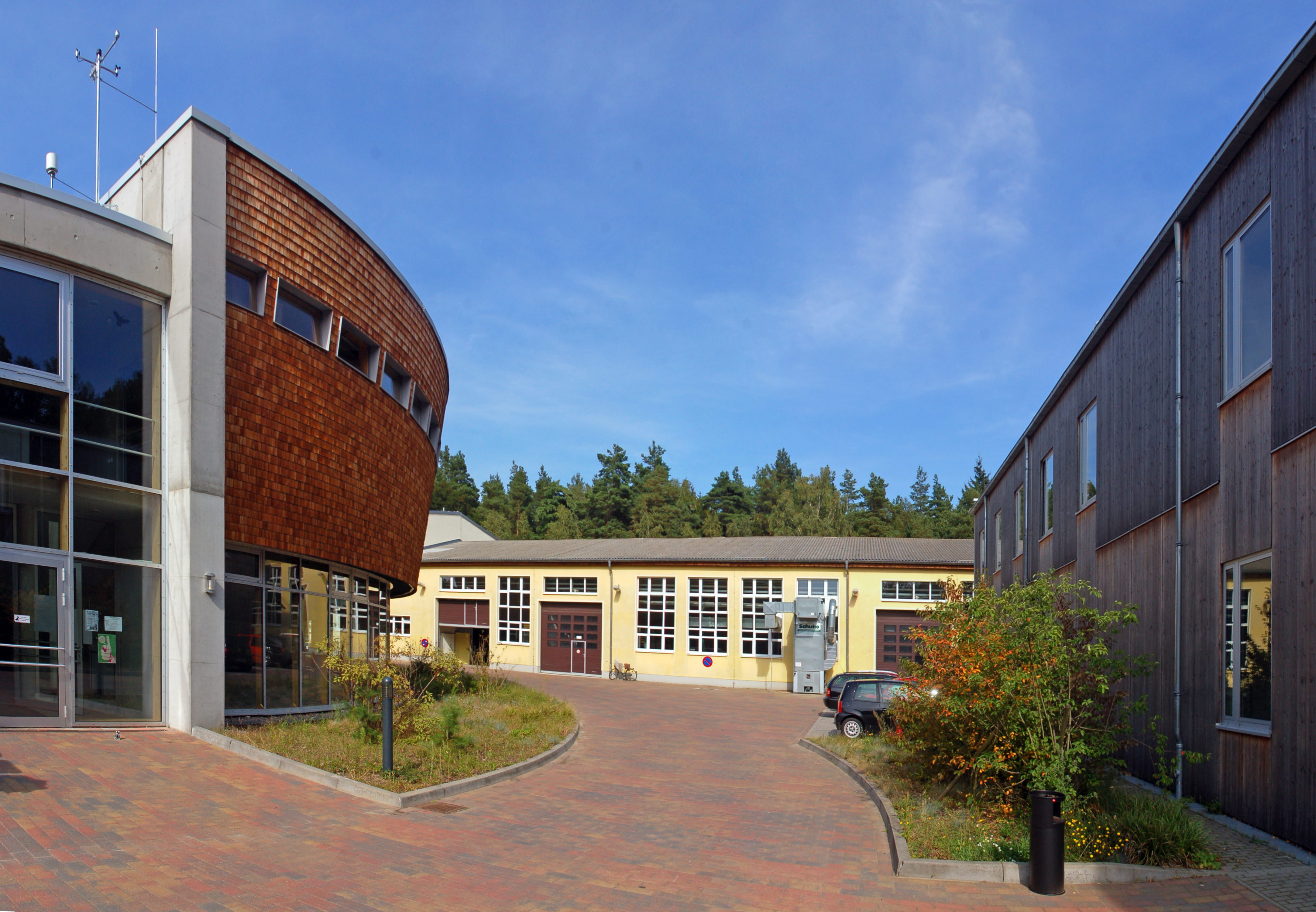
Waldcampus

Die Hochschule für nachhaltige Entwicklung teilt sich auf drei Standorte auf: den Stadtcampus, den Waldcampus und den Forstbotanischen Garten.
Auf dem Gelände des Stadtcampus befinden sich u. a. das Präsidialgebäude, die Verwaltung, das Zentrale Ökologische Labor und die Bibliothek der Hochschule, deren Fassade aus Fotobeton von dem Fotokünstler Thomas Ruff gestaltet wurde. Das Architekturbüro Herzog & de Meuron erhielt für die gelungene Integration des neuen Gebäudes in das Umfeld der Stadt einen Architekturpreis.
Auf dem Waldcampus befinden sich neben den hochschuleigenen Werkstätten und Vorlesungsgebäuden das Thünen-Institut für Waldökosysteme, das Landeskompetenzzentrum Forst Eberswalde und die Materialprüfanstalt Eberswalde.
Der Forstbotanische Garten Eberswalde wurde gemeinsam mit der Höheren Forstanstalt 1830 in Eberswalde gegründet. Er wurde als Lehrgarten geführt und sollte den Studenten auf anschauliche Weise die Kenntnis von heimischen und fremdländischen Gehölzen näherbringen. Auch heute dient der 8 ha große Forstbotanische Garten, der zu den ältesten in Europa zählt, der Forstwissenschaft und Hochschullehre. Darüber hinaus erfüllt er noch weitere wichtige Funktionen für den Naturschutz und die Öffentlichkeit: Demonstration und Erhaltung gefährdeter Bereiche der Natur, Bildungsfunktion, Umwelterziehung, Erholung. Er beherbergt über 1200 Gehölzsippen aus aller Welt, eine lebende Sammlung einheimischer und fremdländischer Bäume und Sträucher, seltene heimische, vom Aussterben bedrohte Pflanzen sowie ganze Pflanzengesellschaften. Besonderheiten sind außerdem die Sonderanlagen (wie das Afrikanum, das Ostasiatenquartier oder das Alpinum), das natürliche Quellmoor mit bis zu zwei Meter hohem Riesen-Schachtelhalm und ein Kräutergarten als Einblick in die Naturheilkunde. Außerdem befindet sich auf dem Gelände der geologische Lehrpfad für Findlinge. Zur zentralen Einrichtung des Forstbotanischen Gartens zählt auch das Funktionsgebäude mit Gewächshaus, Labor- und Büroräumen, einer gärtnerischen Bibliothek und der umfangreichen Holzprobensammlung.

## Studienangebote
An den vier Fachbereichen der Hochschule für nachhaltige Entwicklung Eberswalde werden 2015 acht Bachelor-Studiengänge mit Kapazität von jährlich 383 Studienplätzen und neun Master-Studiengänge mit Kapazität von jährlich 226 Studienplätzen angeboten. Um dieses Studienangebot bewerben sich jedes Jahr rund 2.200 Studieninteressierte.
Zu erwerbende Abschlüsse sind der Bachelor of Science, Bachelor of Engineering oder Bachelor of Arts und der Master of Science oder Master of Arts. Praxisnahe Lehre und Forschung sowie innovative Studiengänge machen die HNE Eberswalde zu einem attraktiven Wissenschaftsstandort. Das besondere Profil der Hochschule mit der Fokussierung rund um das Thema Nachhaltigkeit führt dazu, dass das Studium bundesweit nachgefragt wird. Aufgrund der hohen Attraktivität der Studienplätze werden auf die meisten Studiengänge ein Numerus clausus erhoben. Seit der Neugründung im Jahr 1992 haben bereits 5000 Absolventen ihr Studium an der HNE Eberswalde abgeschlossen (Stand: Mai 2015).

### Bachelorstudiengänge
- Forstwirtschaft
- Holzingenieurwesen (auch dual)

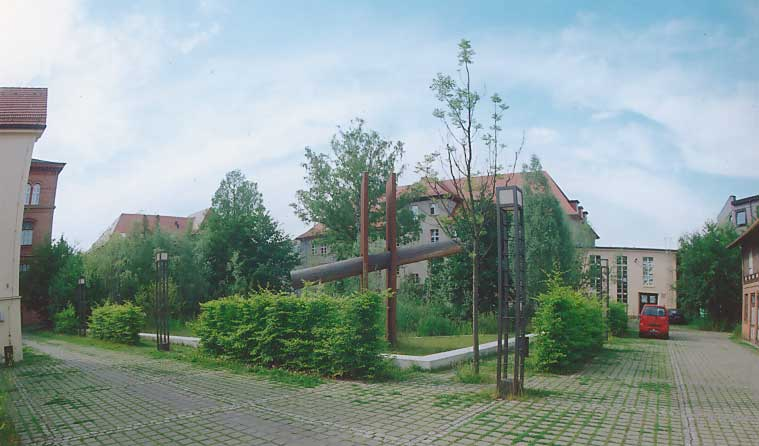
Stadtcampus an der Friedrich-Ebert-Straße

- International Forest Ecosystem Management
- Landschaftsnutzung und Naturschutz
- Ökolandbau und Vermarktung (auch dual)
- Nachhaltige Ökonomie & Management
- Mechatronik im Holzingenieurwesen (dual)

### Masterstudiengänge
- Bildung – Nachhaltigkeit – Transformation
- Biosphere Reserves Management[15]
- Forest Information Technology
- Forestry System Transformation
- Global Change Management
- Holztechnik
- Nachhaltige Regionalentwicklung
- Nachhaltiges Tourismusmanagement
- Nachhaltige Unternehmensführung
- Ökologische Landwirtschaft und Ernährungssysteme
- Strategisches Nachhaltigkeitsmanagement
- Sustainable Entrepreneurship & Social Innovation

## Forschungsschwerpunkte
Die HNEE zählt bundesweit zu den forschungsstärksten Fachhochschulen in Deutschland. Als bundesweit einzige Hochschule, die auf die Forschungsschwerpunkte „nachhaltige Entwicklung des ländlichen Raums“ sowie „nachhaltige Produktion und Nutzung von Naturstoffen“ fokussiert ist, ist die HNEE Vorreiterin in diesen Themenfeldern. Der langjährige Präsident Wilhelm-Günther Vahrson strebte ein fachbereichsübergreifendes Promotionskolleg an der HNEE an.
Bereits im Jahr 2009 erhielt die HNE Eberswalde 4 von 15 Forschungsprofessuren, die an die fünf brandenburgischen Fachhochschulen vergeben wurden. Seit September 2021 sind 11 Forschungsprofessuren aktiv, darunter die Professorinnen und Professoren Ibisch, Häring, Luthardt, Molitor, Mund, Rieger, Kramer, Mann, Pape, Schleip und Conrad.
Zu den Forschungsschwerpunkten gehören:

### Nachhaltige Entwicklung des ländlichen Raums
mit einer interdisziplinären Ausrichtung auf Natur-, Umwelt-, Wirtschafts- und Sozialwissenschaften:
- Landschaft als ökologische Basis
- Waldökologie und Monitoring
- Land- und Waldnutzung mit unterschiedlichen Formen nachhaltigen Landmanagements
- Nachhaltiges Wald- und Ökosystemmanagement und Naturschutz

### Nachhaltige Produktion und Nutzung von Naturstoffen
mit einem werkstoff- und ingenieurwissenschaftlichen Schwerpunkt:
- Potenziale von Holz in der Bioökonomie
- Verfahrenstechnik, Mechatronik sowie Prozess- und Produktentwicklung entlang betrieblicher Wertschöpfungsketten
- Bauen mit Holz und moderner Holzbau

### Nachhaltiges Management begrenzter Ressourcen
mit einem sozialwissenschaftlich-ökonomischen Fokus:
- Die Gesellschaft mit ihren Ansprüchen an und Rahmensetzungen für die Landnutzung
- Unternehmerische Verantwortung, Unternehmensentwicklung und -management im Kontext nachhaltiger Ökonomie
- Nachhaltiger Tourismus
- Umweltgovernance, Transformation und Ökonik

## Nachhaltigkeit
Der Begriff „Nachhaltigkeit“ ist schon seit den Anfängen der Hochschule fest in Lehre und Forschung verankert. Das Thema „nachhaltige Entwicklung“ ist an der HNE Eberswalde beständig weiterentwickelt worden. Unter dem Motto „Mit der Natur für den Menschen“ agiert die Hochschule im Einklang mit Wirtschaft, Gesellschaft und Umwelt.
Alle Prozesse und Abläufe in den Fachbereichen, aber auch in Verwaltung und Forschung, werden nach dem Vorsorgeprinzip gestaltet. Neben dem Bezug zur Nachhaltigkeit in Lehre und Forschung stehen Umweltleistungen beim Betrieb der Hochschule ebenso wie das soziale Miteinander im Vordergrund der Hochschulentwicklung. Beispielsweise findet fachbereichsübergreifend eine Nachhaltigkeitspflichtvorlesung für alle Studierenden statt. Darüber hinaus setzt die Hochschule auf Zukunftsbranchen und Schlüsselbereiche wie Erneuerbare Energien, Regionalmanagement, Nachhaltigen Tourismus, Naturschutz, Forstwirtschaft, Ökolandbau, Anpassung an den Klimawandel oder Nachhaltige Wirtschaft.
Angeregt durch die Umbenennung der Hochschule von „Fachhochschule Eberswalde“ in „Hochschule für nachhaltige Entwicklung Eberswalde“ wurde im Juni 2010 der Runde Tisch für „Nachhaltige Entwicklung der HNE Eberswalde“ ins Leben gerufen. Ziel ist es, gemeinsam mit Mitgliedern aus dem gesamten Hochschulbereich die Entwicklung der HNE Eberswalde als nachhaltig agierenden Hochschule kontinuierlich voranzutreiben. In diesem Zusammenhang wurden unter anderem Grundsätze zur nachhaltige Entwicklung der Hochschule durch Studierende und Beschäftigte der Hochschule entwickelt. 2013 wurden die Nachhaltigkeitsgrundsätze durch den Senat verabschiedet. Die Grundsätze bilden die Basis der Berichterstattung seit 2014, in dem erstmals der Bericht zur nachhaltigen Entwicklung der Hochschule herausgegeben wurde. Dieser vereint eine Vielzahl an Berichtspflichten der Hochschule wie den Jahresbericht, den Lehr- und Forschungsbericht sowie die Umwelterklärung.
Ein weiteres Thema des Runden Tisches ist die Klimaneutralität der Hochschule. Dieses Ziel ist seit 2014 erreicht. Seitdem ist die Hochschule für nachhaltige Entwicklung als erste Hochschule Deutschlands klimaneutral.
Die HNE Eberswalde wurde 2009 vom Internetportal Utopia zur grünsten Hochschule Deutschlands erkoren. Seit 2010 ist die Hochschule mit dem europäischen EMAS-Award für ihr vorbildliches Umweltmanagement ausgezeichnet.

## Stiftungen und Verein

### Johannes-Schubert Stiftung
Die Johannes-Schubert Stiftung wurde zu Ehren des Gründungsdekans Johannes Schubert im Jahr 1995 gegründet. Stiftungszweck ist die Förderung und Auszeichnung von wissenschaftlichen Abschlussarbeiten (Bachelor- oder Masterarbeiten) von besonders befähigten Studierenden an der Hochschule für nachhaltige Entwicklung Eberswalde auf dem Gebiet der Ökologie und Meteorologie sowie von Bachelor bzw. Master of Science, die an der Hochschule wissenschaftlich tätig sind und ökologische, insbesondere meteorologische Themen bearbeiten. In diesem Rahmen werden Preise für wissenschaftlich herausragende Leistungen im Rahmen von Abschlussarbeiten vergeben. Die erste Preisverleihung fand am 26. April 1996 in der Alten Forstakademie zu Eberswalde statt. Sie ist die erste privat-rechtliche Stiftung im Land Brandenburg, die wissenschaftliche Arbeiten von Studierenden auszeichnet.

### Stiftung WaldWelten
Die Hochschule für nachhaltige Entwicklung Eberswalde hat im Jahr 2010 gemeinsam mit der Stadt Eberswalde die Stiftung WaldWelten ins Leben gerufen. Die Stiftung wurde am 22. Oktober 2010 als gemeinnützige Stiftung bürgerlichen Rechts durch das Land Brandenburg anerkannt. Zweck der Stiftung WaldWelten ist die Förderung der waldbezogenen Wissenschaft und Klimafolgenforschung, die öffentliche Umweltbildung, die Förderung von waldbezogener Kunst und Kultur sowie des Naturschutzes.[3] Die Stiftungsorgane sind der Stiftungsrat und der Vorstand.

### Eberswalder Hochschulgesellschaft
Seit 1993 unterstützt die Eberswalder Hochschulgesellschaft (früher: Eberswalder Förderverein für Lehre und Forschung) e. V. die Entwicklung der Hochschule. Im Mittelpunkt der Vereinsaktivitäten steht die Förderung von Studierenden, Wissenschaft, Forschung und Lehre. Besonders die Unterstützung von Studierenden und die Anerkennung ihrer außergewöhnlichen Leistungen sind Herzensangelegenheiten für den Verein. Daher vergibt er neben dem Engagementpreis für Studierende, auch Stipendien für Abschlussarbeiten.

## Internationales
Die Hochschule für nachhaltige Entwicklung pflegt über 70 Kooperationen mit Hochschulen, Universitäten und Instituten aus aller Welt. Darüber hinaus wird mit dem Master-Studiengang „Forest Information Technology“ ein Studienprogramm in Kooperation mit der Warschauer Naturwissenschaftlichen Universität angeboten. Studierende können einen Doppelmasterabschluss an der HNE Eberswalde und an der polnischen Universität erwerben. Auch in anderen Studiengängen besteht eine enge Partnerschaft zu internationalen Forschungs- und Projektteams.

## Campus
Das studentische Leben in Eberswalde ist geprägt von zahlreichen aktiven Gruppen und Initiativen. Seit 1999 organisiert der Studentenclub Eberswalde e. V. Veranstaltungen wie Live-Konzerte, Partys, Kino- und Fernsehabend, Improvisationstheater, Vorträge und Lesungen. Der Verein ist aber auch eine Plattform für die Studierenden, die gemütliche Räumlichkeiten zur Verwirklichung ihrer Ideen nutzen möchten.
Darüber hinaus gibt es noch viele weitere studentische Initiativen wie das Fair Café, den Campusgarten, den Hochschulchor, das Hochschulorchester, die Freie Studentenbühne Eberswalde sowie den Hochschulsportverein.
Am ersten Wochenende im Juni findet jährlich der Tag der offenen Tür statt. Diese Veranstaltung ist verknüpft mit dem Eberswalder Stadtfest „FinE“. Im Anschluss lädt der Allgemeine Studierendenausschuss zum Campusfest ein.

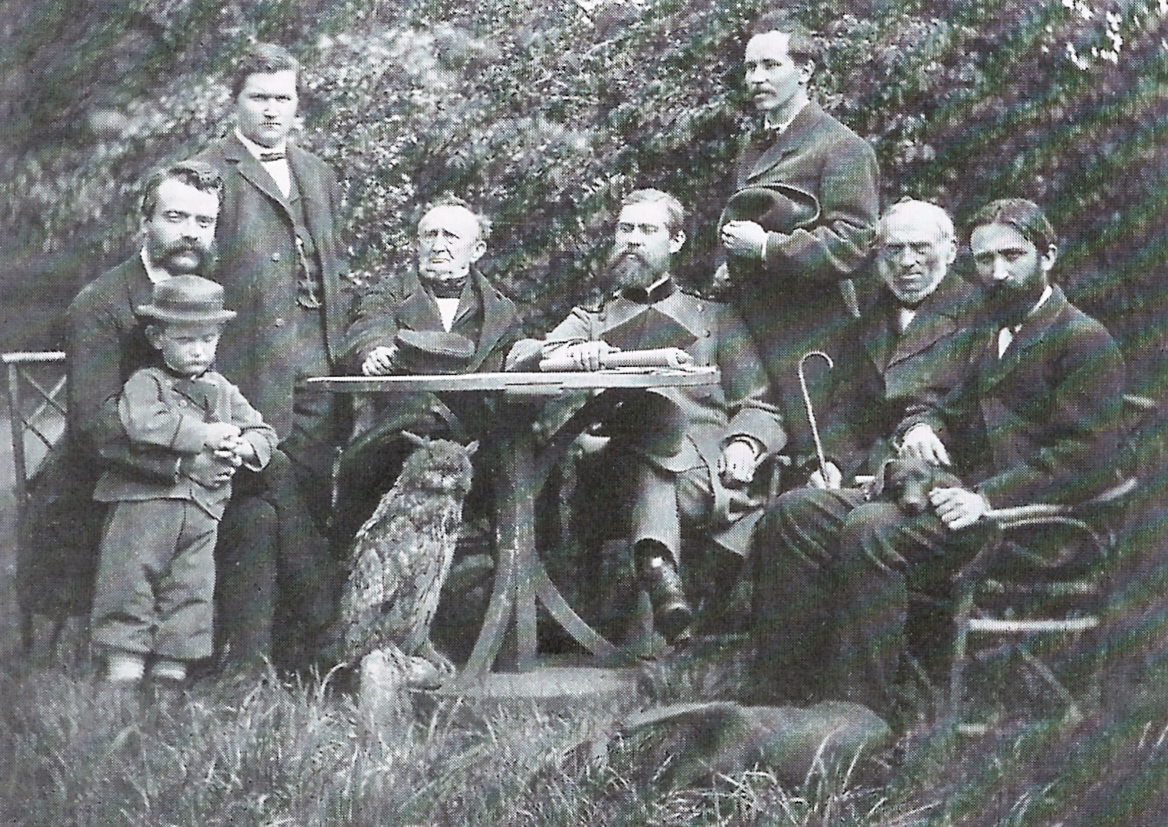
Forstakademiker um 1868

## Persönlichkeiten (Auswahl)
- Robert Albert (1869–1952) war 1926/27 und 1930/31  Rektor.
- Wilhelm Bando (1819–1899), preußischer Forstmeister
- Matthias Barth seit 2021 Präsident der Hochschule
- Hugo Conwentz (1855–1922), Begründer des deutschen und europäischen Naturschutzes
- Bernhard Danckelmann (1831–1901)
- Alfred Dengler (1874–1944)
- Otto von Hagen (1817–1880), Kurator der Forstakademie Eberswalde
- Max Kienitz (1849–1931)
- Walter Liebrecht (1879–1945), preußischer Offizier, Sonderkurier von Kaiser Wilhelm II.,[32] 1919 im Auftrag der Regierung mittätig bei den Reparationsverhandlungen in Versailles und Paris sowie Landesforstmeister[33]
- Johannes Liese (1891–1952), deutscher Forstwissenschaftler und Rektor der Forstlichen Hochschule
- Albrecht Milnik (1931–2021), deutscher Forstwissenschaftler und einer der führenden Forsthistoriker Deutschlands
- Alfred Möller (1860–1922)
- Wilhelm Pfeil (1783–1859), sächsisch-preußischer, deutscher forstlicher Praktiker, Hochschullehrer und Forstwissenschaftler
- Julius Theodor Christian Ratzeburg (1801–1871)
- Albert Richter (1909–2007)
- Alexis Scamoni (1911–1993), deutscher Forstbotaniker, vor allem wegen seiner international anerkannten Werke zur Waldkunde bekannt
- Ekkehard Schwartz (1926–2005)
- Wilhelm-Günther Vahrson (* 1955), 1998–2021 Präsident der Hochschule
- Egon Wagenknecht (1908–2005), deutscher Forst- und Jagdwissenschaftler. Er galt als Nestor des Eberswalder Waldbaues sowie der Jagdwissenschaft und verkörperte wesentliche Abschnitte der deutschen Forst- und Jagdgeschichte des 20. Jahrhunderts

### Ehrendoktoren
Am 18. Januar 1923 wurde Walter von Keudell die Ehrendoktorwürde verliehen. Weiterhin wurde im selben Jahr Friedrich von Kalitsch, dessen Bärenthorener Kiefernwirtschaft als Wiege des deutschen Kieferndauerwaldes gilt, auf diese Weise ausgezeichnet. 1929 wurde Max Kienitz ebenfalls zum Ehrendoktor ernannt.

### Ehrensenatoren
Knud Caesar, Gründungsmitglied der Hochschule, wurde zum ersten Ehrensenator ernannt. Wegen seiner umfangreichen Verdienste zur Entwicklung der Hochschule verlieh der Senat der Hochschule für nachhaltige Entwicklung dem Gründungsdekan des Fachbereichs Landschaftsnutzung und Naturschutz, Rolf Schmidt die Ehrensenatorenwürde. Auch der Gründungsrektor Gunther Wolff erhielt diese Auszeichnung im Jahr 2000. 2012 wurde Michael Succow, Träger des alternativen Nobelpreises, ebenfalls zum Ehrensenator ernannt.